# La muchacha del sombrerito rosa
La muchacha del sombrerito rosa es una obra de teatro en dos actos de Víctor Ruiz Iriarte, estrenada en 1967. La obra se mantuvo en cartel durante más de quinientas representaciones. La obra cuenta con una continuación titulada Primavera en la Plaza de París, estrenada un año más tarde.

## Argumento
Después de 28 años de separación, Leonor sigue echando de menos a su marido, Esteban Lafuente, intelectual de izquierdas que marchó al exilio en 1939 para poder mantener sus propias ideas. Este regresa de nuevo a su país y se presenta en casa de su esposa con tres hijas que tuvo con otra mujer. Pese a todo, Leonor acogerá con amor el retorno del marido.

## Representaciones destacadas
- Teatro (Estreno, Teatro Arlequín de Madrid, 18 de abril de 1967). Dirección: Enrique Diosdado. Intérpretes: Amelia de la Torre (Leonor),  Enrique Diosdado (Esteban), Teresa del Río, José Vivó, Fernanda Hurtado, Teresa Hurtado.
- Televisión (Estudio 1, TVE, 5 de enero de 1973). Dirección: Cayetano Luca de Tena. Intérpretes: Luisa Sala (Leonor), Ismael Merlo (Esteban), Lola Losada, Luis Varela, José María Escuer, Mercedes Lezcano, Joaquín Roa.

## Premios
- Premio Nacional de Literatura Calderón de la Barca.